# Penisola di Palos Verdes
La penisola di Palos Verdes è una penisola dell'area metropolitana di Los Angeles in California, situata sulla costa occidentale degli Stati Uniti. Confina a nord con Torrance, a ovest e a sud con l'Oceano Pacifico, e ad est con il porto di Los Angeles.
La sottoregione comprende le città di Palos Verdes Estates, Rancho Palos Verdes, Rolling Hills e Rolling Hills Estates, oltre alla comunità non incorporate di Westfield e Academy Hill.

## Storia

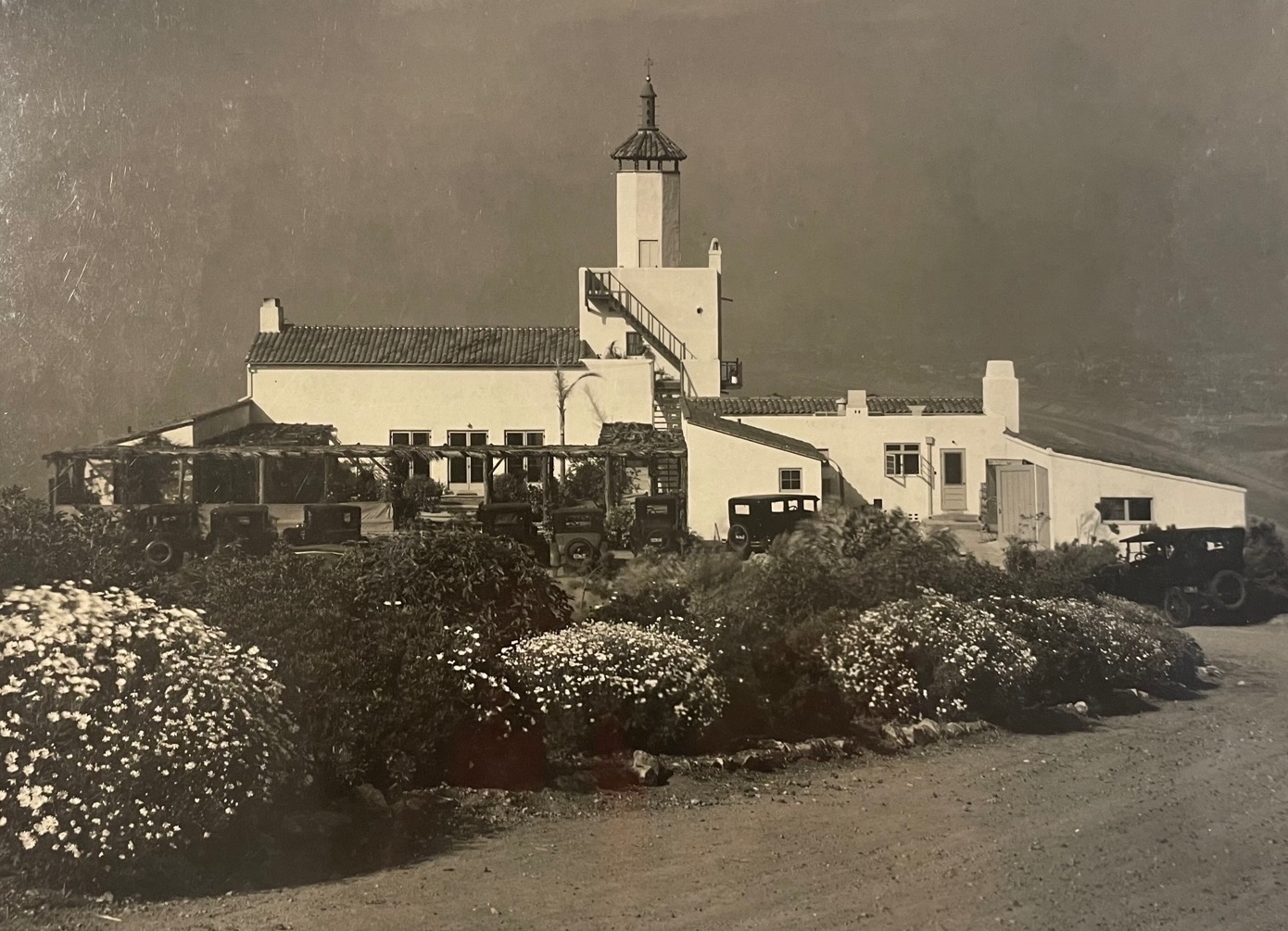
La Venta Inn in una foto del 1927.

La penisola fu la patria del popolo nativo americano dei Tongva-Gabrieliño per migliaia di anni. In altre aree del bacino di Los Angeles i siti archeologici risalgono a 8 000 anni fa. Il loro primo contatto con gli europei avvenne nel 1542 con Juan Rodríguez Cabrillo.
Nel 1846 i fratelli José Loreto e Juan Capistrano Sepúlveda ricevettero una concessione di terra dal governatore dell'Alta California Pío Pico, scorporata dalla ben più vasta concessione di 300 km² nota come Rancho San Pedro attribuita nel 1784 a Juan José Domínguez (1736-1809), un soldato spagnolo giunto nel 1769 a San Diego con la spedizione di Fernando Rivera y Moncada e che successivamente aveva servito sotto Gaspar de Portolá. I fratelli Sepúlveda ribattezzarono la proprietà Rancho de los Palos Verdes (lett. "ranch dei bastoni verdi"). Essa venne usata principalmente come ranch per il bestiame e, brevemente, come stazione baleniera a metà del XIX secolo. 
Nella seconda metà del XIX secolo il fondo passò alla famiglia Bixby.
Frank A. Vanderlip, in rappresentanza di un gruppo di ricchi investitori della costa orientale, acquistò 25 miglia quadrate di terreno nella penisola di Palos Verdes nel 1913 per 1,5 milioni di dollari. Vanderlip promosse un sostanziale sviluppo edilizio nell'area, nella quale sarebbe sorta nel 1923 la città di fondazione di Palos Verdes Estates, concepita dallo studio Olmsted Brothers. Tra i primi edifici costruiti nella penisola troviamo La Venta Inn, risalente al 1923 e progettato dallo studio Davis & Davis, originariamente adibito ad ufficio vendite delle compagnia di Vanderlip.